# Cobbia urinator
Cobbia urinator is een rondwormensoort uit de familie van de Xyalidae.